# رستم مرياني باشا
رُستم مرياني باشا هو سياسي وإداري ودبلوماسي عُثماني من أصلٍ إيطالي. عيَّنه الباب العالي مُتصرِّفًا على جبل لُبنان خلفًا لفرنكو باشا، فكان ثالث من تولَّى هذا المنصب.
وُلد رُستم مرياني في فلورنسة سنة 1810م لعائلةٍ لاتينيَّةٍ كاثوليكيَّةٍ ميسورة، يُعتقدُ بأنَّ لها أُصُولٌ نبيلة، وكان أفرادُها وثيقي الصلة بالدولة العُثمانيَّة. تلقَّى تربيةً وتعليمًا رائقًا في صغره، وتُوفي والده خلال تلك المرحلة المُبكرة من حياته بعد أن أفلس وأضاع ثروة العائلة، فسعت والدته لإيجاد عملٍ له يدر رزقًا عليهم، وتمكَّنت بفضل معارفها وصلاتها أن تُؤمِّن لولدها عملًا في السفارة العُثمانيَّة لدى الكُرسي الرسولي. التحق رُستم مرياني بعمله هذا وتقرَّب من السفير العُثماني حتَّى صار من خواصه، ثُمَّ سافر معه إلى إستنبول حيثُ نال الجنسيَّة العُثمانيَّة.
عمل رُستم مرياني في نظارة الخارجيَّة العُثمانيَّة مُترجمًا وأمينًا للسِّر، وسُرعان ما ارتقى السُلَّم الوظيفي فُعيِّن مُفوَّضًا للسلطنة في كُلٍّ من فلورنسة ورومة، ثُمَّ صار سفيرًا لدى الإمبراطوريَّة الروسيَّة. وفي سنة 1873م مُنح رُتبة الباشويَّة واختير مُتصرِّفًا على جبل لُبنان بعد وفاة سلفه فرنكو باشا.
اشتهر رُستم باشا بكونه إداريًّا حازمًا شديدًا في تطبيق القانون وإقامة العدل ومُحاربة الرشوة المُنتشرة في إدارة مُتصرفيَّة جبل لُبنان. وقام ببعض الأعمال العُمرانيَّة مثل فتح المدارس وشق الطُرقات وبناء الجُسُور وإنشاء المخافر لتوطيد الأمن. وقد استدعى ذلك زيادةً في النفقات، ولمَّا كانت مُوازنة الجبل في حالة عجز خفَّض مُرتَّبه ومُرتَّبات المُوظفين وعمد إلى زيادة الضرائب. وبسبب زيادة الضرائب وبعض الأُمُور الأُخرى، وقع خلافٌ شديدٌ بينه وبين المطران بُطرس البُستاني راعي أبرشيَّة صيدا وصور المارونيَّة، فأبعده إلى بيت المقدس.
قامت احتجاجاتٌ شديدة في وجه رُستم باشا نتيجة إبعاده المطران المذكور، ولم تبلث الحُكُومة الفرنسيَّة أن تدخَّلت هي الأُخرى مُطالبةً بإعادته، فاضطُرَّ الباب العالي إلى الاستجابة، وأُعيد البُستاني إلى مقرّ أبرشيَّته، فما كان من رُستم باشا إلَّا أن غضب على الأهالي وانتقم منهم بإلغاء عدَّة مدارس والتضييق على رجال الدين الموارنة. فلمَّا انتهت مُدَّة ولايته عارض الموارنة وفرنسا في تجديدها، فنُحِّي وحلَّ مكانه باشقو واصه باشا. يُذكر أنَّ فرنسا والبطرقيَّة المارونيَّة كانتا في بادئ الأمر تؤيدان تنحية المطران البُستاني ونفيه لسوء علاقته مع البطريق بُولس بُطرس مسعد، لكن لمَّا تبيَّن للأخير مدى شعبيَّة البُستاني حاول كسب الرأي العام وفرض نفسه على اعتبار أنَّه الرجل الأوَّل في مراتب السلك الكهنوتي الماروني. أمَّا فرنسا فيبدو أنَّها أرادت تصعيد الموقف ضدَّ المُتصرِّف الذي لم تكن علاقته معها على ما يُرام.
عُيِّن رُستم باشا سفيرًا للدولة العُثمانيَّة لدى المملكة المُتحدة بُعيد انتهاء ولايته على جبل لُبنان، فانتقل إلى لُندرة وتُوفي فيها سنة 1885م.